# Batuhan Altıntaş (Leichtathlet)
Batuhan Altıntaş (* 28. April 1996 in Ankara) ist ein türkischer Sprinter, der sich auf den 400-Meter-Lauf spezialisiert hat.

## Sportliche Laufbahn
Erste internationale Erfahrungen sammelte Batuhan Altıntaş im Jahr 2013, als er bei den Jugendweltmeisterschaften in Donezk im 400-Meter-Lauf in 47,10 s den fünften Platz belegte und kurz darauf bei den Junioreneuropameisterschaften in Rieti mit der türkischen 4-mal-400-Meter-Staffel in 3:13,93 min den achten Platz belegte. Zudem kam er über 400 Meter mit 47,82 s nicht über den Vorlauf hinaus. Anschließend gewann er bei den Balkan-Meisterschaften in Stara Sagora in 3:11,99 min die Bronzemedaille mit der Staffel und bei den Islamic Solidarity Games in Palembang schied er über 400 Meter mit 49,32 s in der ersten Runde aus und gewann mit der Staffel in 3:06,43 min die Silbermedaille hinter dem Team aus Saudi-Arabien. Im Jahr darauf belegte er bei den U23-Mittelmeermeisterschaften in Aubagne in 46,95 s den fünften Platz und schied anschließend bei den Juniorenweltmeisterschaften in Eugene mit 47,46 s im Halbfinale aus und verpasste mit der Staffel mit 3:10,07 min den Finaleinzug. Im August scheiterte er bei den Europameisterschaften in Zürich mit 47,35 s in der Vorrunde über 400 Meter und zog auch mit der Staffel mit 3:07,68 min nicht ins Finale ein. 2015 gewann er bei den Balkan-Hallenmeisterschaften in Istanbul in 47,10 s die Silbermedaille über 400 Meter und siegte mit der Staffel in 3:14,86 min. Im Juli kam er bei den Junioreneuropameisterschaften in Eskilstuna im 200-Meter-Lauf in der Vorrunde nicht ins Ziel, über 400 Meter gewann er aber in 46,95 s die Bronzemedaille. Anschließend gewann er bei den Balkan-Meisterschaften in Pitești in 46,73 s die Silbermedaille über 400 Meter und siegte mit der Staffel in 3:06,55 min. 2016 siegte er bei den Balkan-Hallenmeisterschaften in Istanbul in 47,22 s über 400 Meter sowie in 3:1,96 min auch im Staffelbewerb. Daraufhin startete er über 400 Meter bei den Hallenweltmeisterschaften in Portland und schied dort mit 47,21 s in der ersten Runde aus. Anfang Juni schied er bei den U23-Mittelmeermeisterschaften in Tunis über 200 Meter mit 21,05 s in der Vorrunde aus und über 400 Meter gewann er in 47,36 s die Silbermedaille hinter dem Italiener Giuseppe Leonardi. Anschließend siegte er mit der Staffel in 3:04,21 min bei den Balkan-Meisterschaften in Pitești und schied dann bei den Europameisterschaften in Amsterdam mit 47,23 s im Vorlauf aus und verpasste auch mit der Staffel mit 3:04,65 min den Finaleinzug.
2017 siegte er in 46,92 s bei den Balkan-Hallenmeisterschaften in Belgrad und kurz darauf schied er bei den Halleneuropameisterschaften ebendort mit 47,89 s im Halbfinale aus und belegte mit der Staffel in 3:15,97 min den sechsten Platz. Mitte Mai wurde er bei den Islamic Solidarity Games in Baku in 46,82 s Fünfter über 400 Meter und siegte mit der Staffel in 3:06,83 min. Daraufhin schied er bei den U23-Europameisterschaften in Bydgoszcz mit 46,49 s im Halbfinale aus und schied mit der Staffel mit 3:10,14 min in der Vorrunde aus. Anschließend startete er mit der Staffel bei den Weltmeisterschaften in London, verpasste dort aber mit 3:15,45 min den Finaleinzug. Dann nahm er an der Sommer-Universiade in Taipeh teil und schied dort mit 46,86 s im Halbfinale aus. Im Jahr darauf belegte er bei den Mittelmeerspielen in Tarragona in 3:05,28 min den vierten Platz mit der Staffel und anschließend siegte er bei den Balkan-Meisterschaften in Stara Sagora in 46,13 s über 400 Meter sowie in 3:07,17 min auch im Staffelbewerb. Im August scheiterte er dann bei den Europameisterschaften in Berlin mit 46,91 s in der Vorrunde über 400 Meter und verpasste auch mit der Staffel mit 3:07,83 min den Finaleinzug. 2019 erreichte er bei den Europaspielen in Minsk nach 3:20,31 min Rang acht in der Mixed-Staffel und nahm anschließend erneut an den Studentenweltspielen in Neapel teil, bei denen er über 400 Meter mit 47,18 s im Halbfinale ausschied. Daraufhin siegte er bei den Balkan-Meisterschaften in Prawez in 3:05,85 min mit der Staffel. 2020 gewann er bei den Balkan-Hallenmeisterschaften in Istanbul in 47,55 s die Bronzemedaille im Einzelbewerb und bei den Freiluftmeisterschaften in Cluj-Napoca siegte er mit der Staffel in 3:06,35 min. 2022 schied er bei den Islamic Solidarity Games in Konya mit 21,26 s im Halbfinale über 200 Meter aus und wurde mit der Staffel disqualifiziert. Anschließend verpasste er bei den Europameisterschaften in München mit 3:06,68 min den Finaleinzug mit der Staffel.
2023 wurde er bei der 1. Liga der Team-Europameisterschaft im Rahmen der Europaspiele in Chorzów in 21,19 s Fünfter im B-Lauf über 200 Meter und gelangte mit der 4-mal-100-Meter-Staffel mit 38,96 s auf Rang zwei im B-Lauf. Anschließend belegte er bei den Balkan-Meisterschaften in Kraljevo in 20,97 s den fünften Platz über 200 Meter und siegte mit der Staffel in 39,09 s. Im August schied er bei den World University Games in Chengdu mit 20,99 s im Halbfinale über 200 Meter aus und gelangte im Staffelbewerb mit 39,69 s auf den siebten Platz. Im Jahr darauf wurde er bei den World Athletics Relays 2024 in Nassau in 39,76 s Siebter im B-Lauf in der 2. Qualifikationsrunde über 4-mal-100-Meter für die Olympischen Spiele. Anschließend belegte er bei den Balkan-Meisterschaften in Izmir in 21,51 s den siebten Platz über 200 Meter, ehe er kurz darauf bei den Europameisterschaften in Rom mit 39,57 s den Finaleinzug mit der Staffel verpasste. 2025 wurde er bei der 2. Liga der Team-Europameisterschaft in Maribor mit der 4-mal-100-Meter-Staffel in 39,38 s Fünfter im A-Lauf. Anschließend belegte er bei den Balkan-Meisterschaften in Volos in 20,91 s den sechsten Platz über 200 Meter und gewann mit der Staffel in 39,05 s die Silbermedaille hinter dem griechischen Team.
2022 wurde Altıntaş türkischer Meister im 200-Meter-Lauf im Freien sowie 2024 in der Halle. 2017 wurde er Hallenmeister im 400-Meter-Lauf.

## Persönliche Bestleistungen
- 200 Meter: 20,91 s (+0,6 m/s), 21. Juni 2025 in Taschkent
  - 200 Meter (Halle): 21,33 s, 21. Februar 2016 in Istanbul
- 300 Meter: 32,76 s, 31. Juli 2016 in Ankara
  - 300 Meter (Halle): 33,30 s, 12. Januar 2020 in Istanbul (nationale Bestleistung)
- 400 Meter: 45,85 s, 11. Juni 2017 in Erzurum
  - 400 Meter (Halle): 46,55 s, 30. Januar 2016 in Wien